# Park, Kansas
Park är en ort i Gove County i Kansas. Vid 2020 års folkräkning hade Park 112 invånare.